# Dipelicus hircus
Dipelicus hircus är en skalbaggsart som beskrevs av Fabricius 1775. Dipelicus hircus ingår i släktet Dipelicus och familjen Dynastidae. Inga underarter finns listade i Catalogue of Life.